# Mordelles
Mordelles (bretonsko Morzhell) je naselje in občina v severozahodnem francoskem departmaju Ille-et-Vilaine regije Bretanje. Leta 2009 je naselje imelo 7.129 prebivalcev.

## Geografija
Kraj leži v pokrajini Bretaniji ob reki Meu, 14 km jugozahodno od Rennesa.

## Uprava
Mordelles je sedež istoimenskega kantona, v katerega so poleg njegove vključene še občine Chavagne, Cintré, L'Hermitage, Le Rheu in Saint-Gilles s 26.743 prebivalci.
Kanton Mordelles je sestavni del okrožja Rennes.

## Zanimivosti
- neogotska cerkev sv. Petra iz druge polovice 19. stoletja;